# T.H.E. (The Hardest Ever)
T.H.E. (The Hardest Ever) è un singolo del cantante statunitense will.i.am, realizzato in collaborazione con i cantanti Mick Jagger e Jennifer Lopez.

## La canzone
Il singolo (che era già stato annunciato tramite Twitter) è stato pubblicato il 19 novembre 2011, immediatamente dopo la performance che will.i.am e la Lopez hanno tenuto agli American Music Award sulle note del brano stesso. Come dichiarato dallo stesso will.i.am, inizialmente il brano doveva essere interpretato senza collaborazioni, ma in seguito ha cambiato idea scegliendo tra una rosa di possibili artisti da ingaggiare.

### Remix
Il frontman dei The Black Eyed Peas ha prodotto in collaborazione con il famoso deejay Wolfgang Gartner un remix del brano intitolato Go Home. Tale remix ha ricevuto un tale successo da guadagnarsi l'estrazione come singolo indipendente.

## Video musicale
Il cantante aveva annunciato su Twitter che il video del singolo era stato girato a Los Angeles e che sarebbe stato pubblicato prima di fine novembre, però poi per via di alcuni contrattempi la pubblicazione del video venne rimandata al 12 dicembre.
Nel video si può vedere il cantante che guida svariati veicoli terrestri e aerei per poi terminare con un lancio nello spazio in una navetta spaziale (ricordando il famosissimo film 2001: Odissea nello spazio).
All'interno del videoclip si possono vedere anche guest artists Jennifer Lopez e Mick Jagger.

## Classifiche
| Classifica (2011) | Posizione massima |
| ----------------- | ----------------- |
| Australia         | 57                |
| Canada            | 10                |
| Stati Uniti       | 36                |